# Hofanlage Alfs/Kruse
Die Hofanlage Alfs/Kruse bzw. Wohn- und Wirtschaftsgebäude Am Holz 120 an einem Stichweg in Ganderkesee-Hoykenkamp wurde im frühen 19. Jahrhundert gebaut.
Die Gebäude  werden auch durch ein Unternehmen  genutzt.
Die Gebäude stehen unter Denkmalschutz. (siehe auch Liste der Baudenkmale in Ganderkesee)

## Beschreibung
Die Hofanlage auf sehr großem Grundstück besteht aus:
- dem Wohn- und Wirtschaftsgebäude von 1810 (Inschrift) als Zweiständerhallenhaus mit Krüppelwalmdach, ehemals in Reetdeckung, mit neueren Giebelgauben, mit erhaltenem (Stand: 2006)  Ständergerüst, Raumeinteilung und vielen Ausstattungselementen,
  - dem Wirtschaftsgiebel in Fachwerk mit Steinausfachungen und
  - dem Wohngiebel (wie die Seitenwände aus Backstein auf Sandsteinsockel mit Sandsteingesims),
- dem Pferdestallanbau in Backstein mit Satteldach,
- sowie weiteren nicht denkmalgeschützten Nebengebäuden.

Das Niedersächsische Landesamt für Denkmalpflege befand: „… geschichtliche  Bedeutung  … als beispielhaftes, besonders großes und gut erhaltenes Hallenhaus des frühen 19. Jhs. …“ 